# Rivière Blanche (Ottawa River, Gatineau)
Der Rivière Blanche (französisch für „weißer Fluss“) ist ein 52 km langer linker Nebenfluss des Ottawa River in der Verwaltungsregion Outaouais im Südwesten der kanadischen Provinz Québec.

## Flusslauf
Der Rivière Blanche hat seinen Ursprung in dem 252 m hoch gelegenen See Lac Edges, 33 km nördlich von Gatineau in den Laurentinischen Bergen. Er fließt in überwiegend südlicher Richtung. Der obere Flussabschnitt liegt in der Gemeinde (municipalité) Val-des-Monts. Dabei durchfließt der Rivière Blanche die Seen Lac Chamberlain, Lac McMullin, Lac Saint-Pierre, Lac McArthur, Lac Grand, Lac Dame, Lac aux Chutes, Lac Brassard und Lac McGregor. Unterhalb des Lac Brassard befindet sich das Wehr Barrage Katimavik (⊙). Bei Flusskilometer 14 wird der Fluss zum Réservoir de la Blanche aufgestaut (⊙). Etwa 10 Kilometer oberhalb der Mündung kreuzt die Autoroute 50 den Flusslauf. Der Rivière Blanche durchquert auf seinen letzten Kilometern die östlichen Vororte der Stadt Gatineau. An der Mündung befindet sich das Feuchtgebiet Parc de la Baie Mc-Laurin. Der Rivière Blanche entwässert ein 534 km² großes Gebiet. Das Einzugsgebiet grenzt im Westen an das des Rivière Gatineau, im Osten an das des Rivière du Lièvre. Weiter östlich befindet sich ein weiterer Ottawa-River-Nebenfluss mit dem Namen Rivière Blanche.